# Röhmschule
Die Röhmschule ist eine Grundschule in Kaiserslautern (Rheinland-Pfalz).

## Gebäude
Das Gebäude der Röhmschule wurde 1885/86 als dreigeschossiger, neoklassizistischer Walmdach- und Sandsteinbau errichtet und steht unter Denkmalschutz. Schon 1887 musste –
nach Ernennung zur höheren Knabenschule – ein viertes Gebäude errichtet, 1890/1891 dann eine Turnhalle angebaut werden.

## Geschichte
Der Name der Schule stammt vom ersten weltlichen Schulinspektor der Stadt Kaiserslautern, Philipp Röhm. In der Stadtratssitzung vom 4. März 1887 wurde vom Ratsmitglied Geiler (Zentrum) der Antrag gestellt, der neuerbauten Schule in der Moltkestraße 27 aufgrund der Verdienste Röhms um das hiesige Schulwesen den Namen „Röhmschule“ zu geben. Geiler wies auch darauf hin, dass die Eröffnung der neuen Schule am 50. Dienstjubiläum von Philipp Röhm stattfinde. Der Stadtrat stimmte einstimmig zu.
Derzeit besuchen etwa 240 Schüler und Schülerinnen die Röhmschule, die von 21 Lehrkräften und 2 Pädagogischen Fachkräften unterrichtet werden.